# Psilacron plagimargo
Psilacron plagimargo är en fjärilsart som beskrevs av Dyar 1908. Psilacron plagimargo ingår i släktet Psilacron och familjen tandspinnare. Inga underarter finns listade.